# 上海地下鉄AC19型電車
上海軌道交通16A01電車は、上海軌道交通の車両の1つであり、現在16号線で運行されている。

## 前書き
2013年から16号線で運行されている16A01型列車138両があり、番号は1601〜1646で、寧治北車両基地と川楊河停車場に配属しています。
列車はCSR株洲電気機関車によって設計・製造されています。列車の主な色は白黒です。車体の両側に青緑色のリボンがあり、各車両には3組の車両が装備されています。

## 特徴
- 仕様はA車ですが、各車には3対のドアしかありません。
- 16号線の幹線は第三軌条を利用しているため、脱出時の感電事故を未然に防ぐため、列車頭の両端に非常口がなく、直接列車の扉を通過することができます。架空線と幹線中央の専用トンネル脱出用プラットフォームと脱出用水路[2] [3]
- すべての列車には液晶表示画面が装備されており、車の接続部には到着情報を表示するLEDディスプレイが設置されています。また、列車の前部と本体には、列車の移動方法と列車の終わりを表示するLED表示画面が装備されています。ステーション[4] 。
- 長距離走行の快適性を向上させるために、車には横列のシートが使用されています[1] 。
- キャリッジの両端はバリアフリーエリアで設計されており、車椅子用の安全ストラップと5つの折りたたみ式シートが装備されています
- ドアの内側と外側にセルフサービスのドア開閉装置が装備されています。点灯しているときは、装置に触れると自動的にドアが開きます。これにより、ドアが開いたままになり、小さいときにエネルギーが無駄になるという現象を回避できます。車に乗り降りする乗客の数 （この機能はまだ有効になっていません）。
- 車両の汎用性を高めるために、パンタグラフは屋上に確保されており、必要に応じて、このタイプの列車は、車両の利用率を向上させることができるカテナリートランスミッションを使用してライン上で運行することができます。 16号線のデポも接触を使用します。列車がデポに入るとき、電気を得るためにパンタグラフを使用する必要があります 。

## 写真

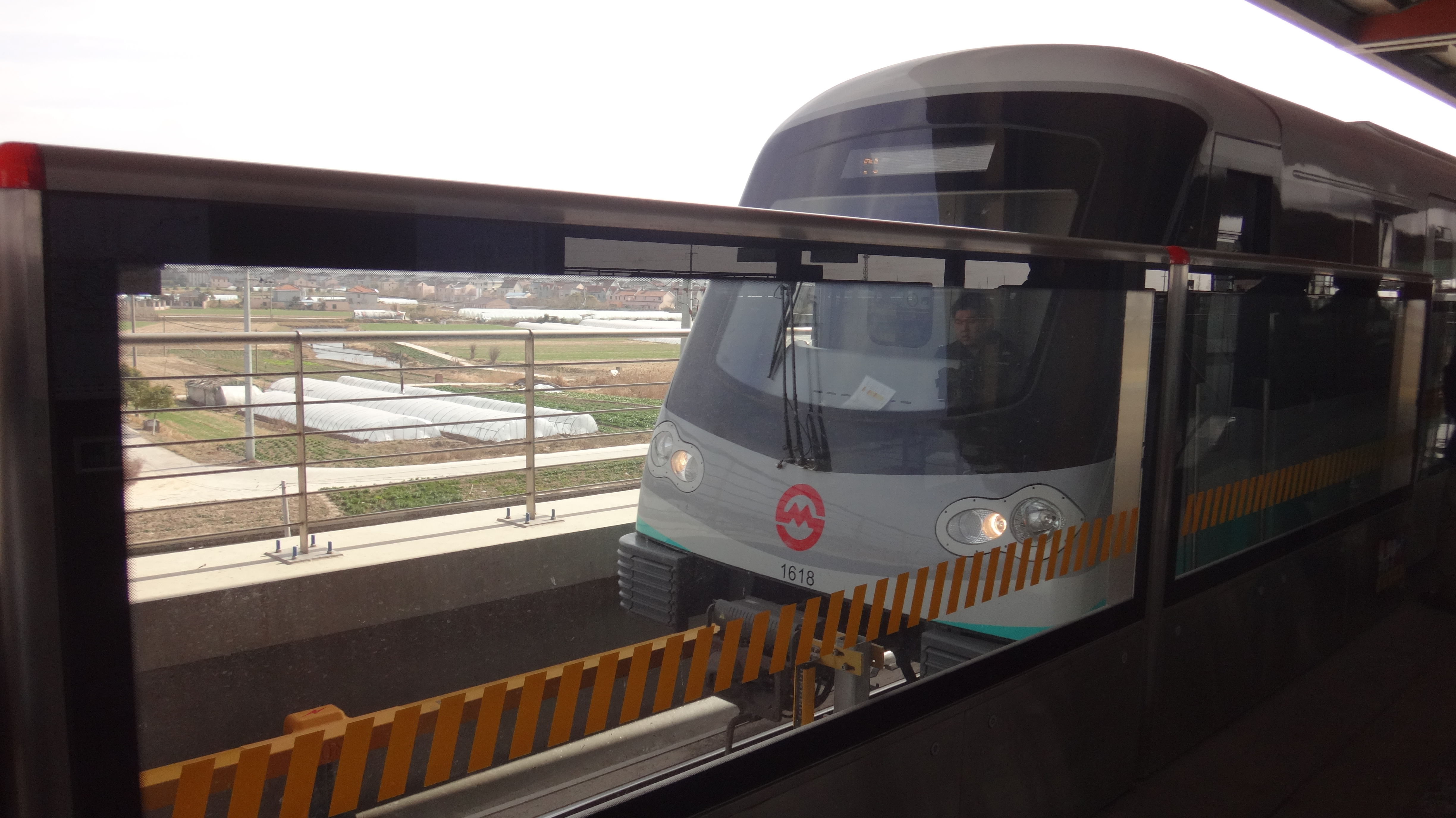
ヘッドカーの前部
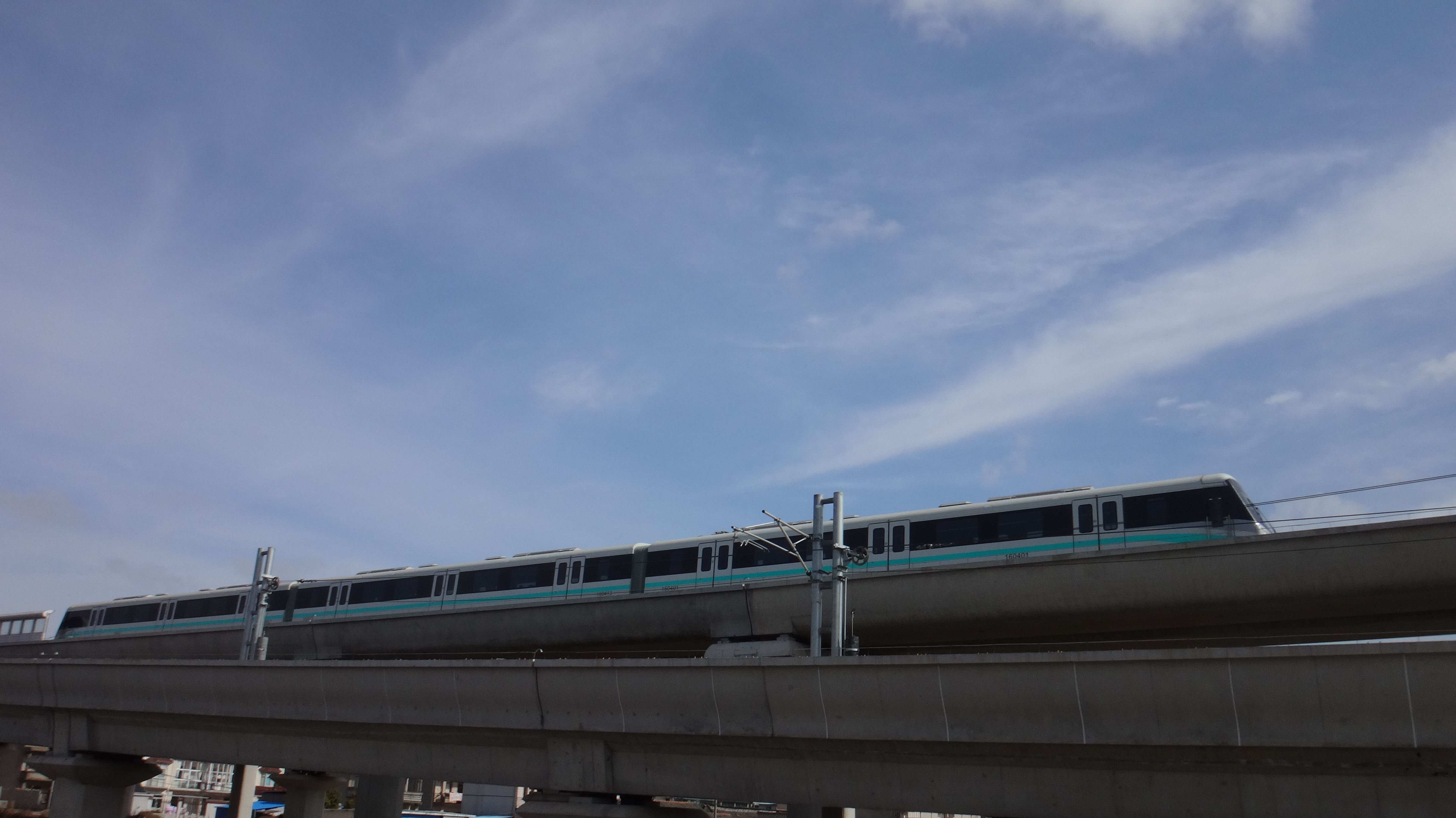
全リスト
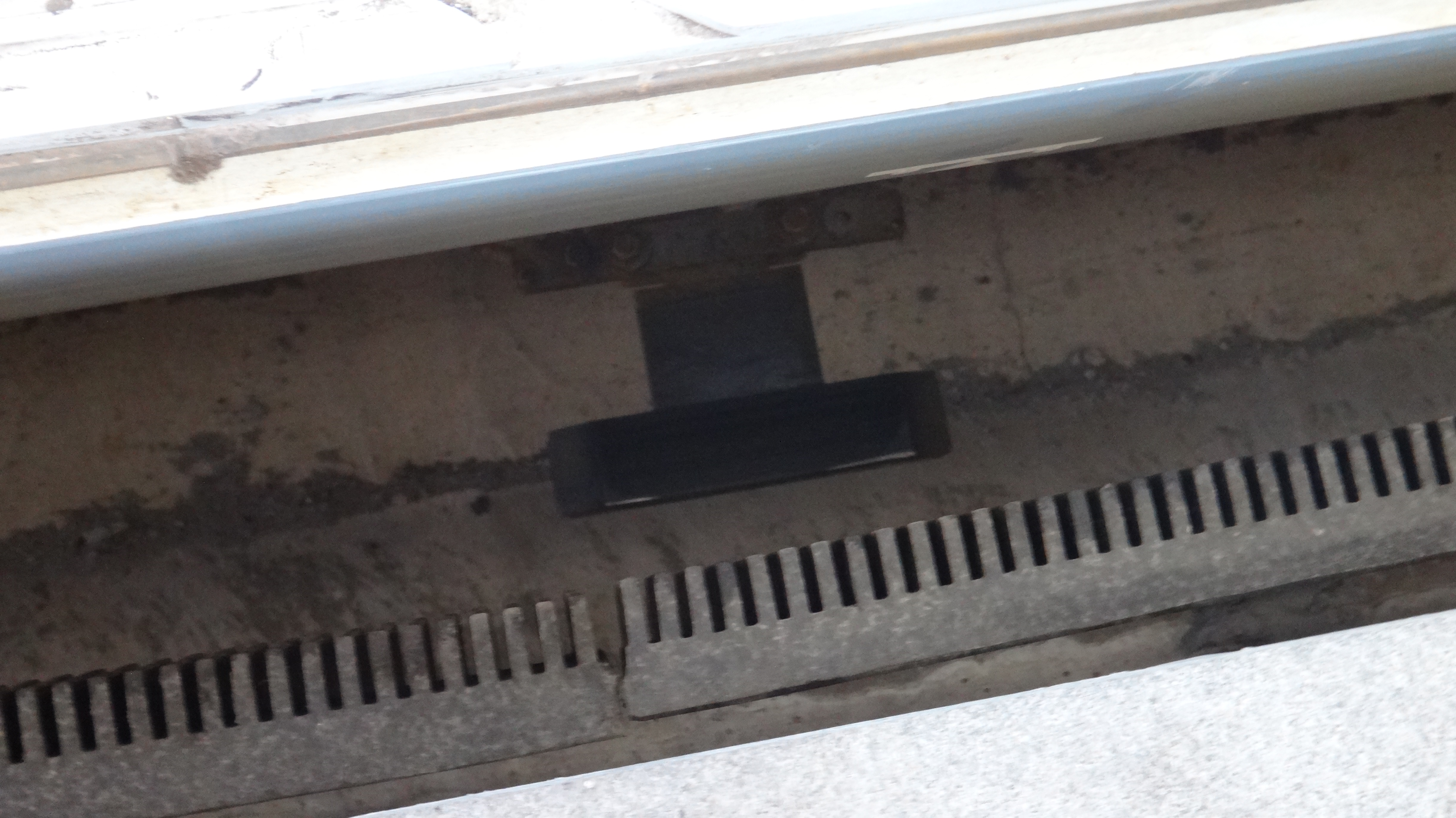
電車コレクターシューズ
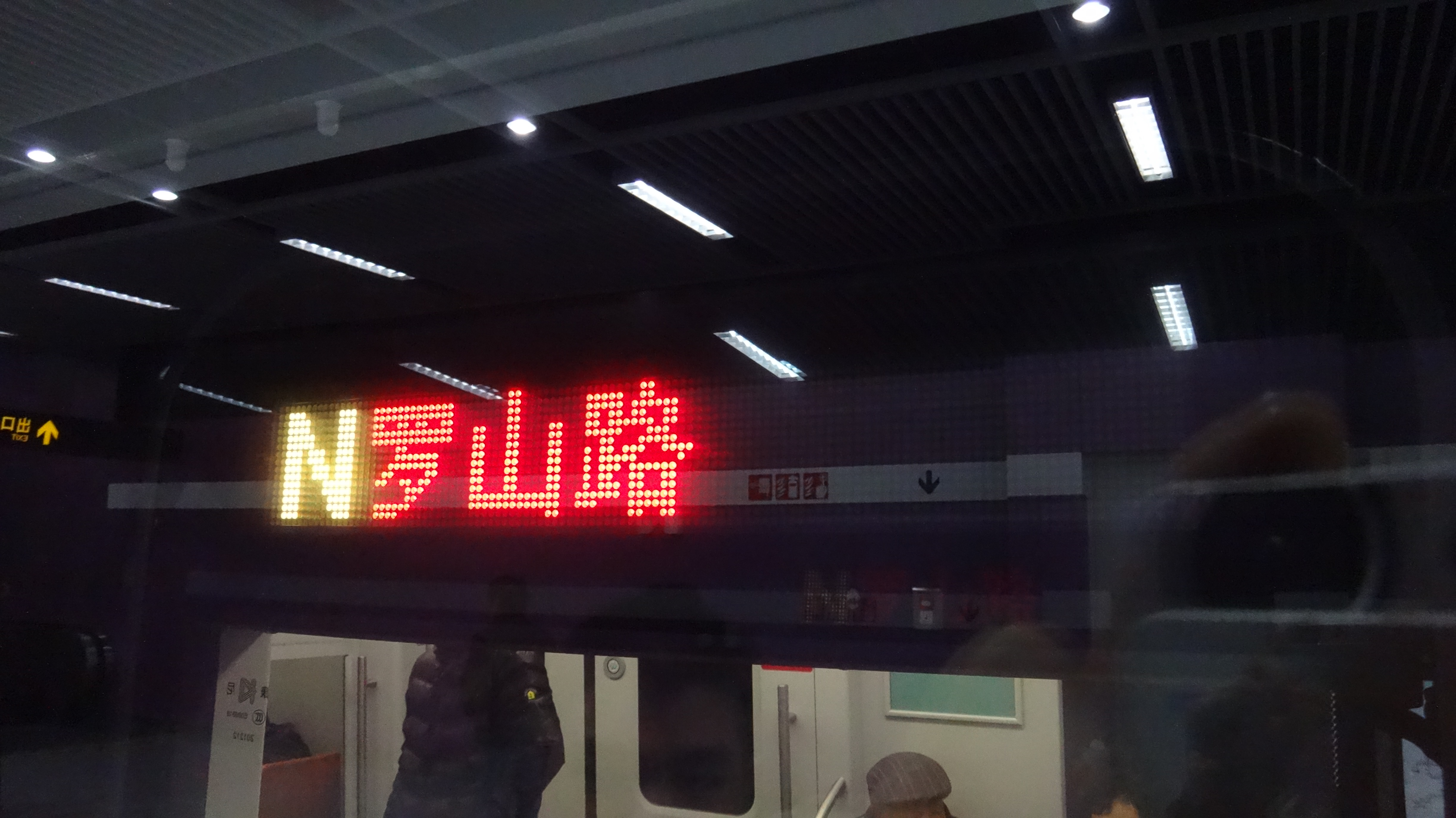
本体のLEDディスプレイ
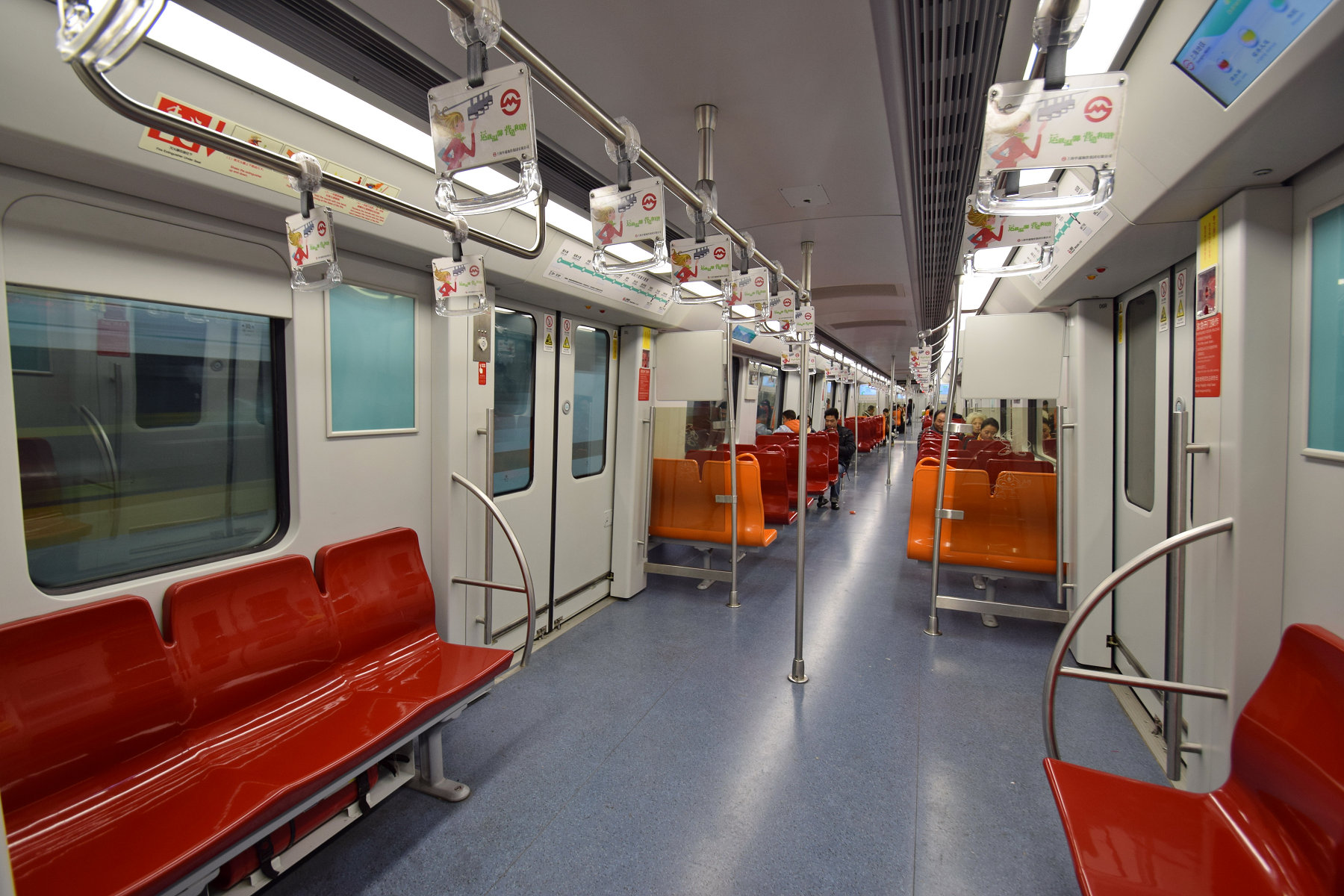
電車の中
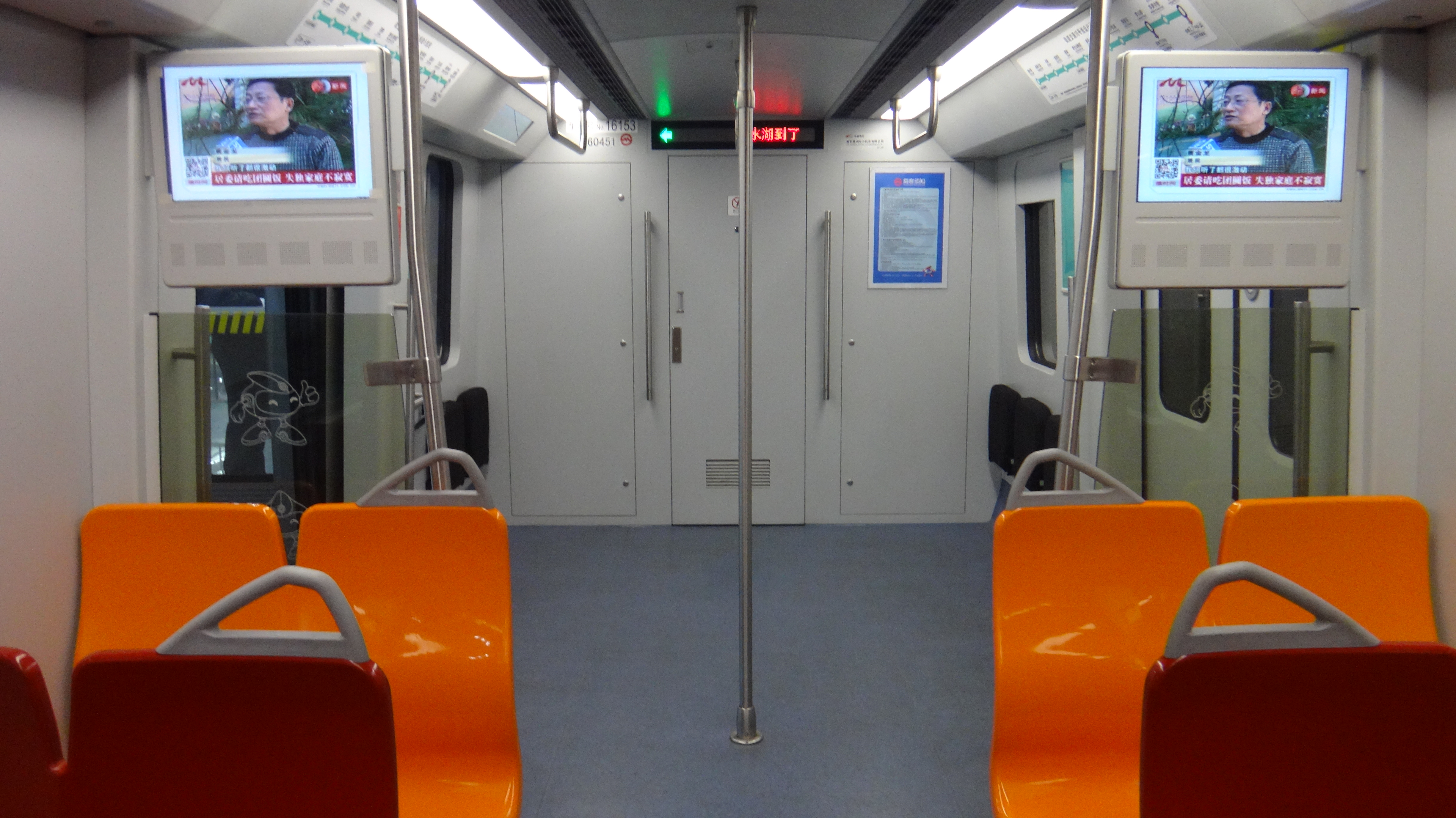
電車の中
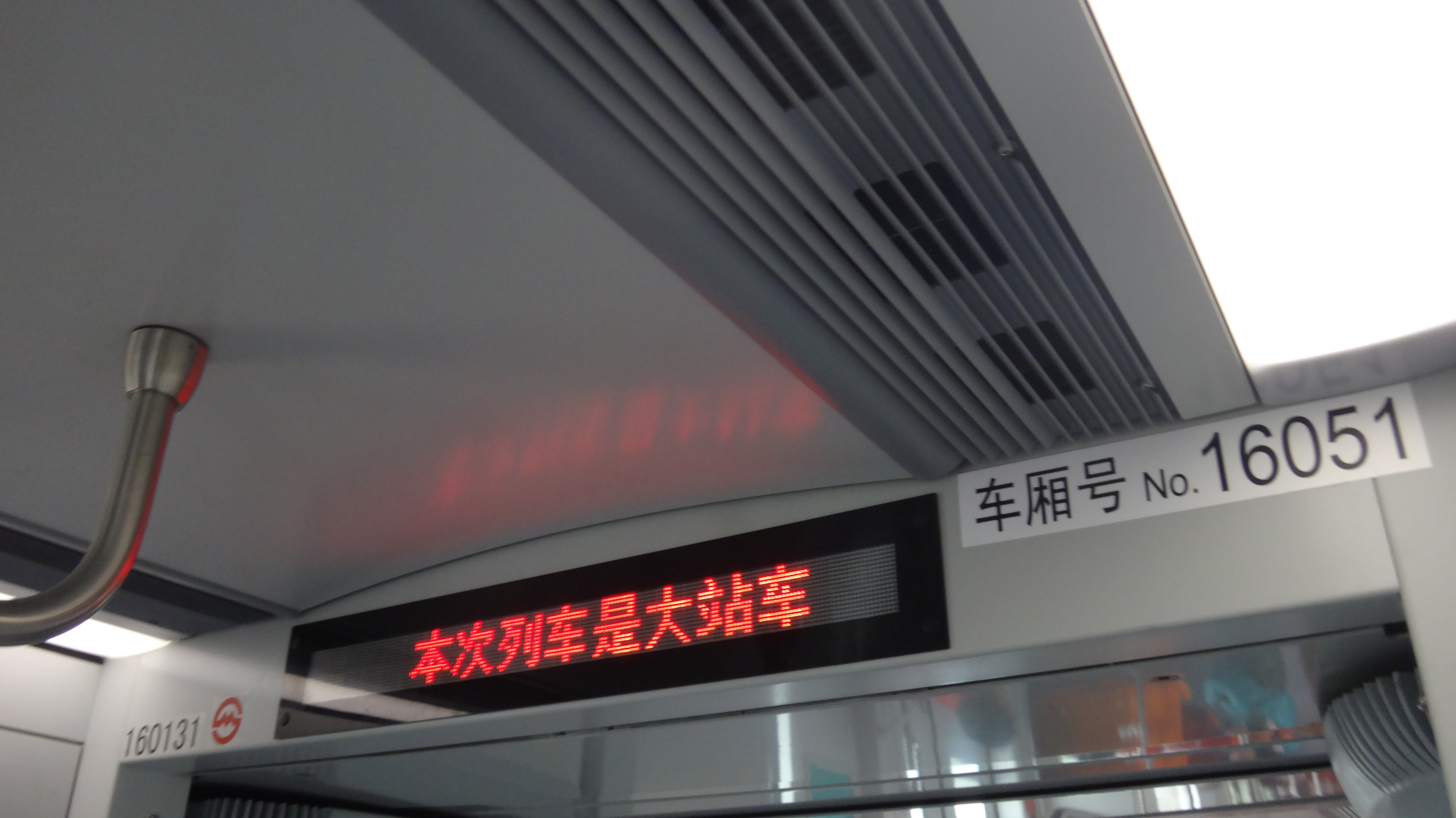
キャリッジの接合部にあるLEDディスプレイ
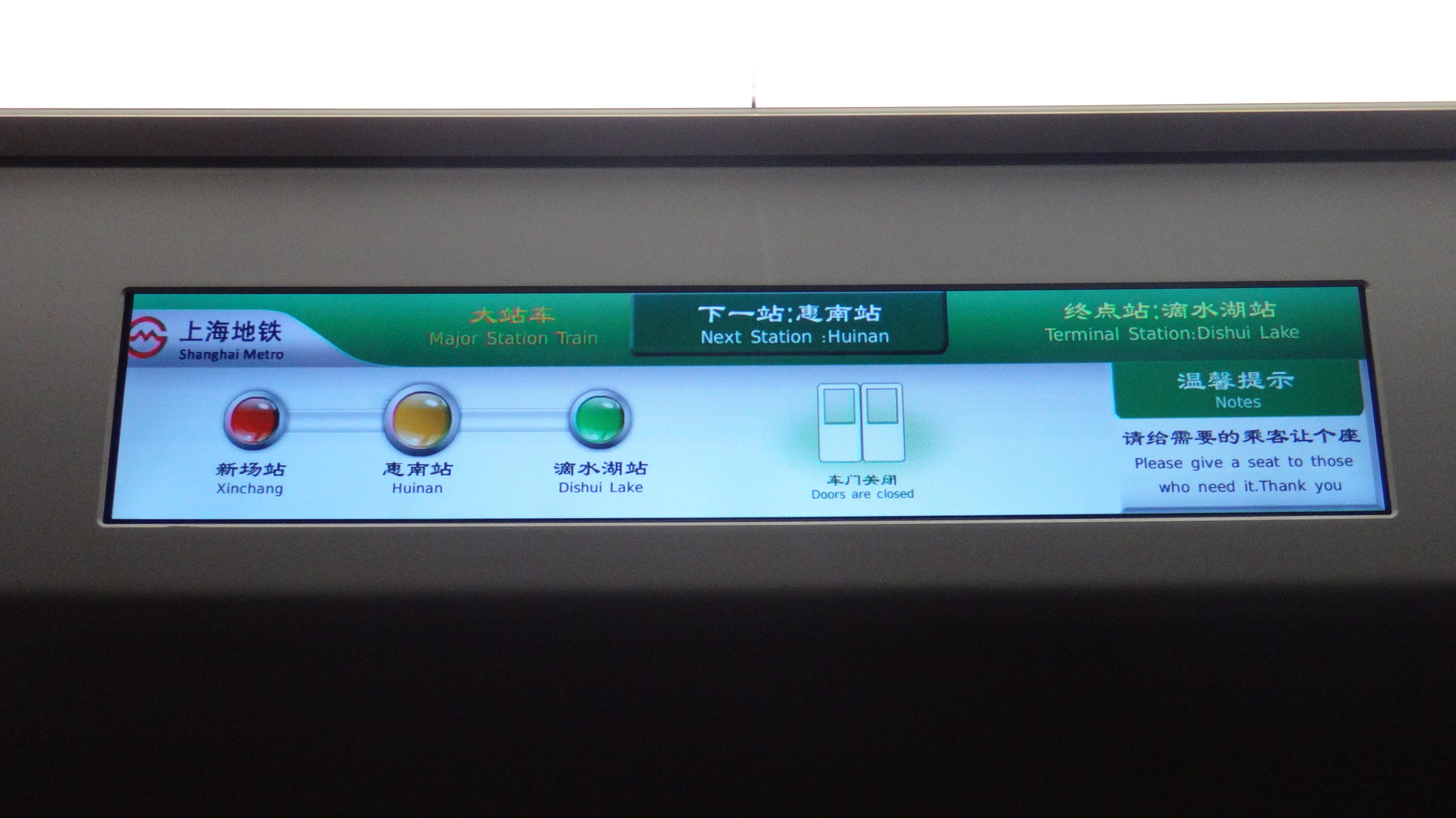
車内の液晶ディスプレイ
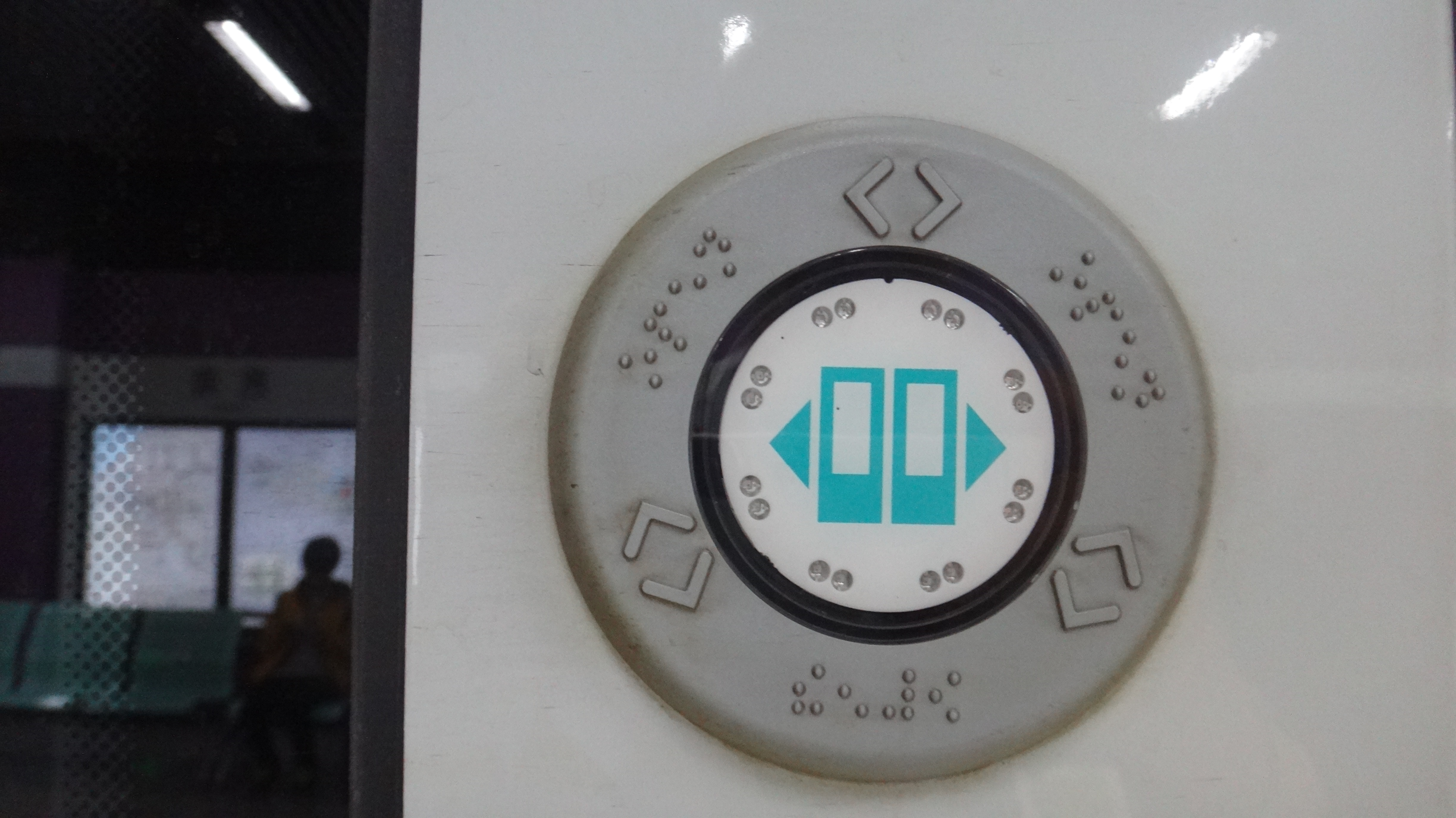
車内のセルフサービスドア開閉装置

## 参考

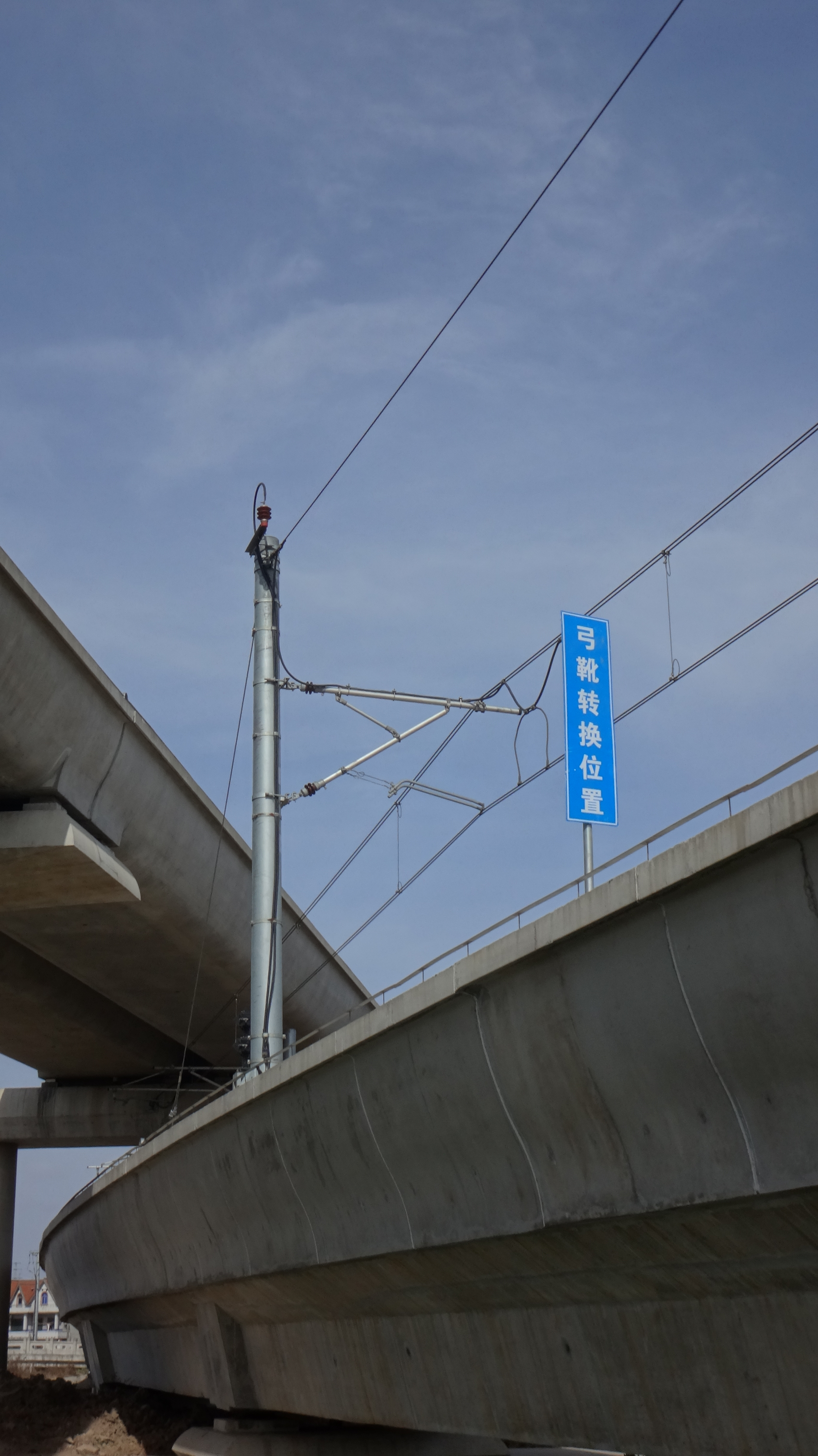
写真は、キュアライン16が接続されていることを示しています。ノースデポポジティブライン（電流コレクター）ボウ（コレクター）ライブラリシューアップリンクラインの切り替え位置

- 上海軌道交通11号線
- 上海軌道交通16号線
- 上海軌道交通 AC05型電車
- 上海軌道交通 AC16型電車
- 広州地下鉄3号線電車
- 広州地下鉄株洲電力機車B型電車
- 広州地下鉄14号線/21号線電車

## 参考資料
1. 1 2  “上海地铁16号线首列车上半年将从株洲开出 - 上海地铁”. 2015年9月24日時点のオリジナルよりアーカイブ。2014年2月4日閲覧。
2. ↑  “【上海地铁】上海轨道交通11号线南段工程区间疏散平台扶手采购项目招标公告_中国铁路网商务平台”. 2014年2月22日時点のオリジナルよりアーカイブ。2014年2月5日閲覧。
3. ↑  “16号线探营：乘着快车看老虎 -大都会-东方早报网”. 2014年2月22日時点のオリジナルよりアーカイブ。2014年2月5日閲覧。
4. ↑  “轨交16号线首列列车推多项“人性化”设计 乘客能自助开启列车车门 - 新闻晚报”. 2014年2月22日時点のオリジナルよりアーカイブ。2014年2月5日閲覧。